# Cmentarz katolicki w Skierbieszowie
Cmentarz katolicki w Skierbieszowie został założony przed rokiem 1817. Mieści się przy ul. Cmentarnej. Miejsce pochówku wiernych z tutejszej parafii.
Znajduje się tam wiele zabytkowych nagrobków. Pochowani są tam m.in. Józef Śmiech, dowódca partyzanckich oddziałów, Maria Borzuchowska, jeden z właścicieli Skierbieszowa. Znajduje się tu także grób rodziców Ignacego Mościckiego. Całkowita powierzchnia wynosi 3,66 ha. Cmentarz podzielony jest na kwatery. Kaplica na cmentarzu  z XIX wieku została zbudowana według planu Henryka Marconiego.

## Galeria

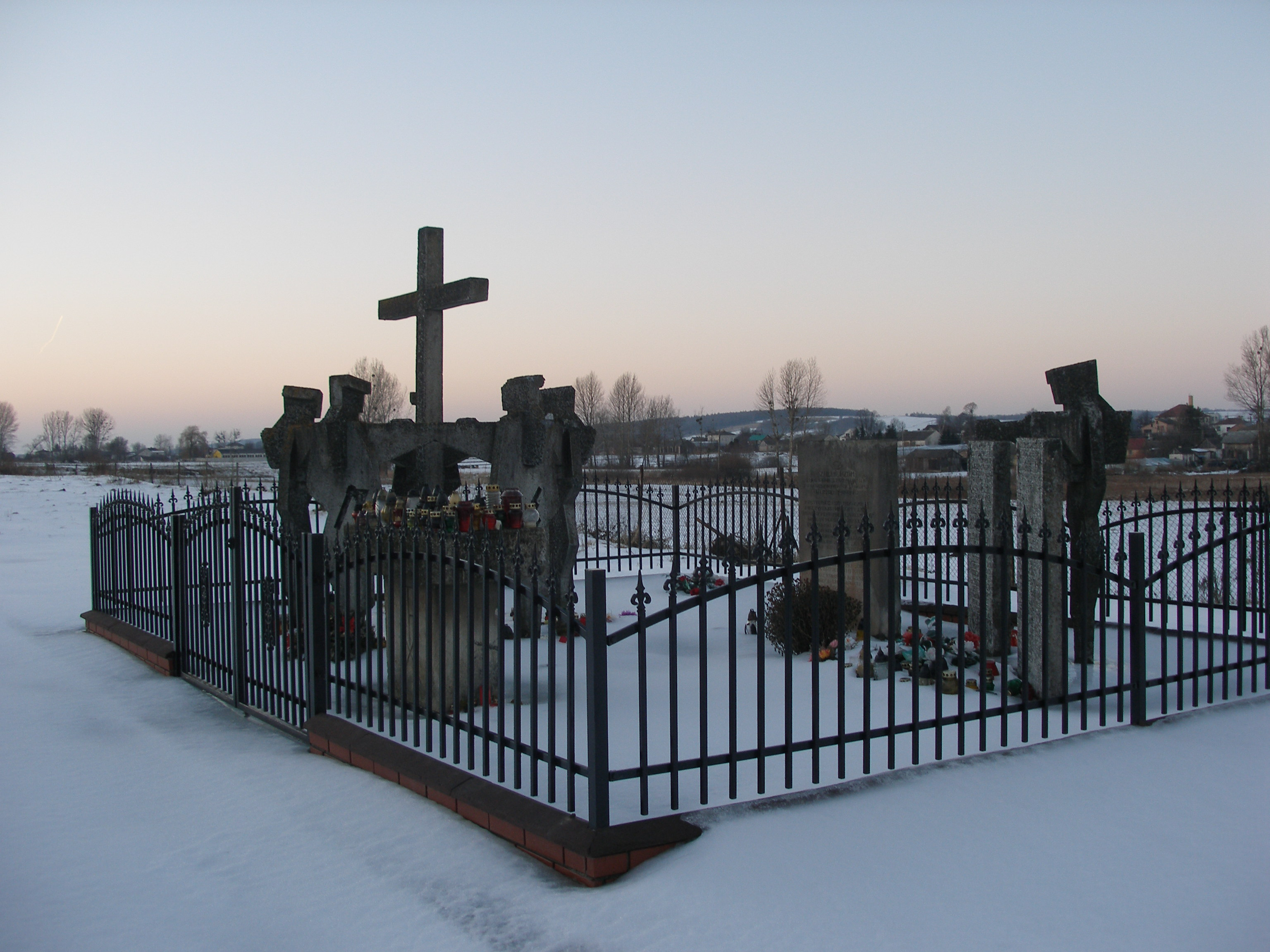
Pomnik żołnierzy
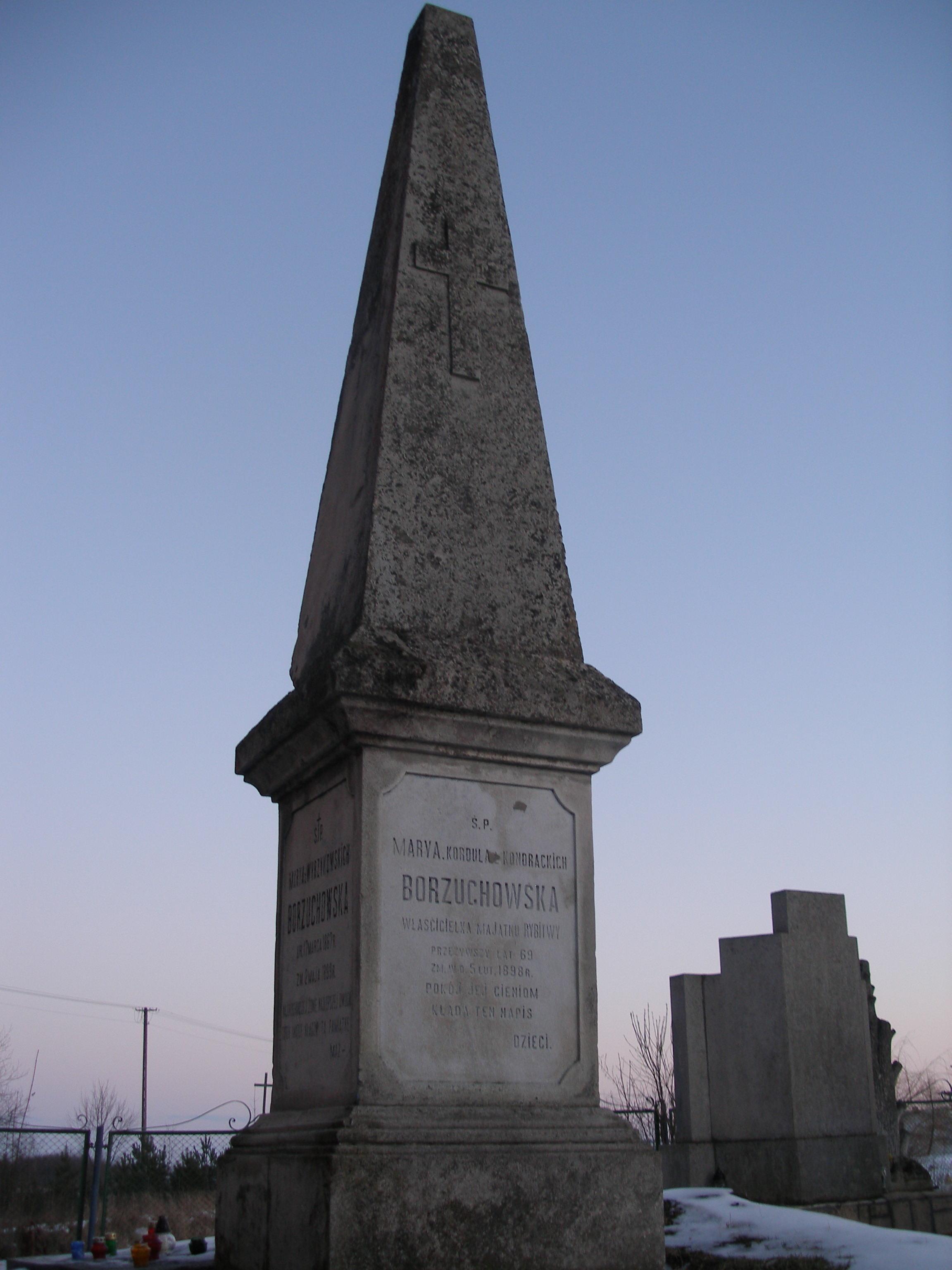
Pomnik Marii Borzuchowskiej
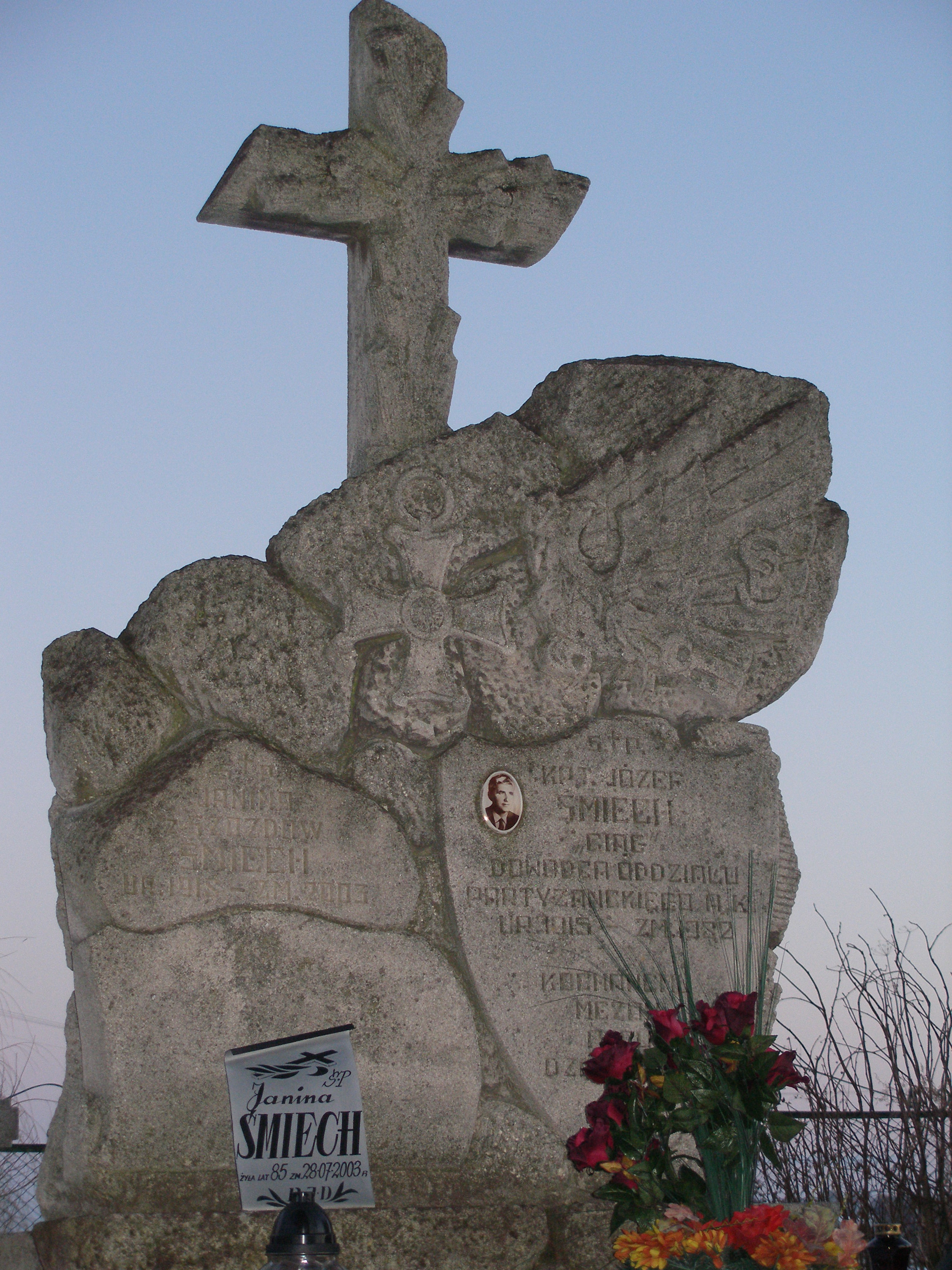
Nagorbek Józefa Śmiecha
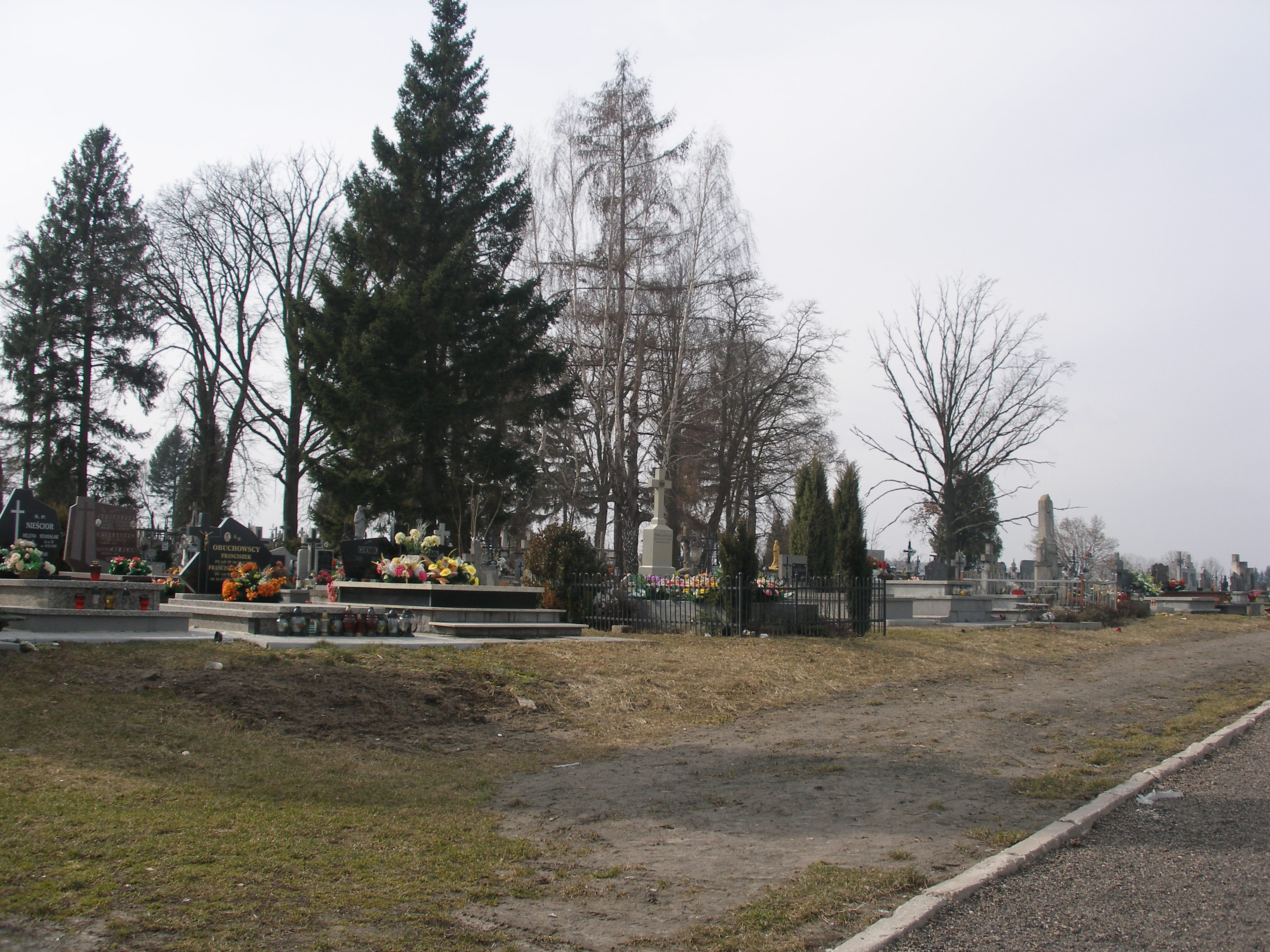
Cmentarz wiosną